# Naria spurca
Naria spurca (Linnaeus, 1758) è un mollusco gasteropode marino della famiglia delle Cipreidi.

## Descrizione

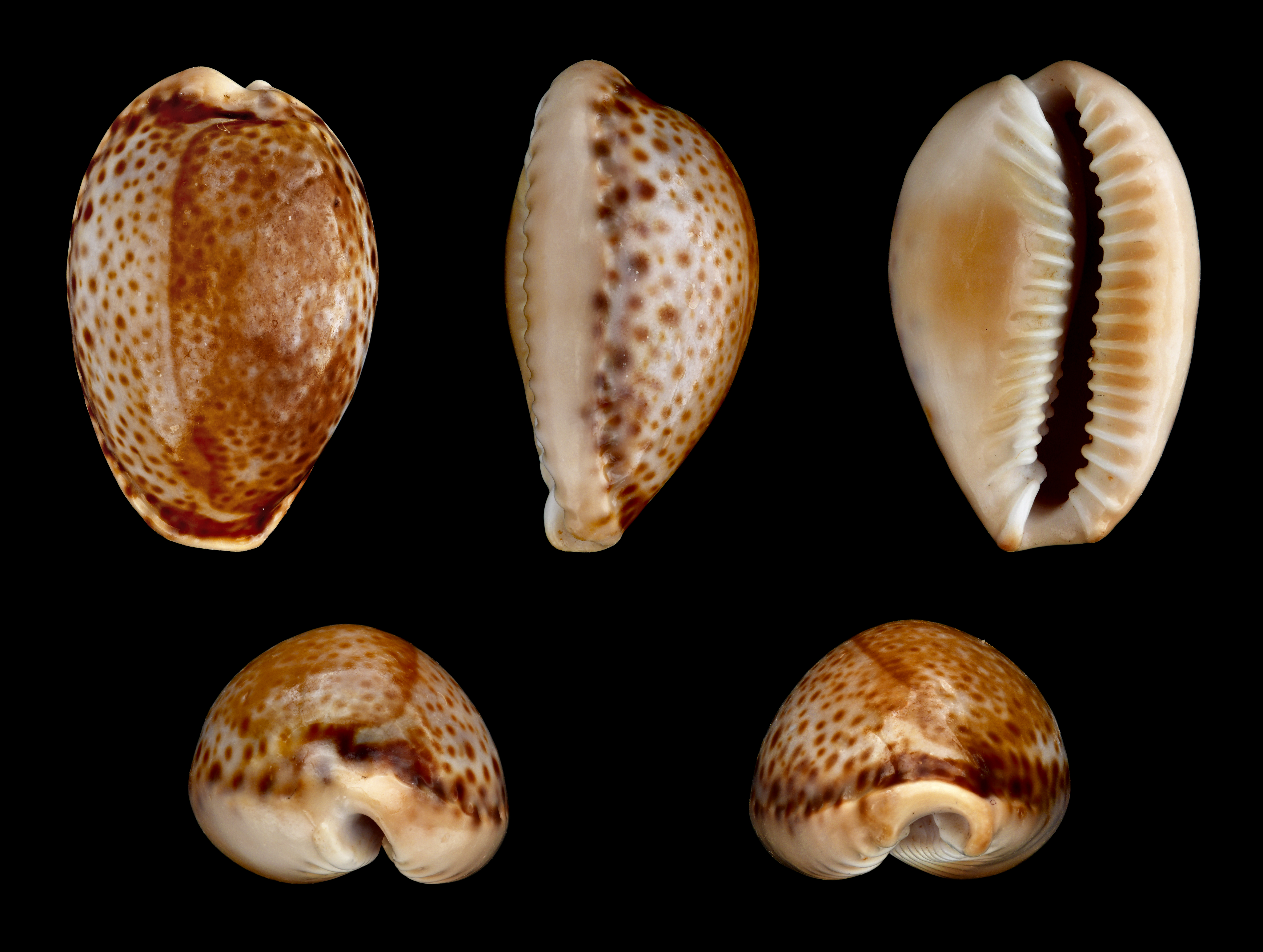

Naria spurca presenta un caratteristico nicchio a forma di uovo, bombato sul dorso, liscio e lucido, con parte dorsale avente colorazione di fondo chiara, giallina, biancastra o grigiastra, maculata di pois dai toni di arancione tendenti al marrone. Talvolta si trovano anche esemplari con una tinta uniforme. I margini, giallastri, sono crenulati o cinti da una serie di fossette. La parte ventrale è in genere biancastra o color panna, ma qualche volta può presentare tonalità di beige, rosso o arancione, sempre senza maculature. Nella parte ventrale, lungo il bordo del labbro, sono presenti denti ben evidenti e sviluppati, rilevati e biancastri. La lunghezza media della conchiglia è di circa 2,5-4,0 cm.

Il mantello può mostrare colorazioni differenti, dal grigio biancastro al bordeaux. Quando l'animale si muove, una parte del mantello ricopre dorsalmente la conchiglia ed appare ricoperto di papille sensoriali lunghe e ramificate.

## Biologia
È una specie sciafila, che esce allo scoperto al crepuscolo, periodo della giornata in cui inizia a nutrirsi, mentre durante il giorno preferisce nascondersi tra le rocce.
Ha abitudini alimentari generaliste, a seconda delle opportunità può nutrirsi di alghe incrostanti, spugne (Chondrilla spp., Ircinia spp., Petrosia spp.) o briozoi.

## Distribuzione e habitat
Si ritrova nell'oceano Atlantico orientale, lungo la costa africana occidentale, dal Marocco all'Angola, comprese le isole Canarie e le isole di Capo Verde. È relativamente comune anche nel mar Mediterraneo centrale e del sud, con buona rappresentanza di individui nell'Italia del sud, fino all'isola di Lampedusa, nonché a Creta e Malta. È stata introdotta anche nel mar Rosso.
Comunemente vive a modeste profondità (1–2 m), ma alcuni esemplari possono rinvenirsi anche in acque più profonde (15–20 m, occasionalmente anche sino a 50 m). Frequenta i prati subacquei di Posidonia oceanica e gli anfratti rocciosi.

## Tassonomia
Sono note tre sottospecie:
- Naria spurca spurca (Linnaeus, 1758)
- Naria spurca sanctaehelenae (Schilder, 1930)
- Naria spurca verdensium (Melvill, 1888)